# Iğdır FK
El Iğdır FK, llamado Alagöz Holding Iğdır Futbol Kulübü por razones de patrocinio, es un equipo de fútbol de Turquía que juega en la TFF Primera División, la segunda categoría nacional.

## Historia
Fue fundado en el año 2016 en la ciudad de Iğdır con el nombre 76 Iğdır Belediyespor como la reencarnación del Iğdırspor, equipo que desapareció dos años antes. Luego de vencer al Iğdır Esspor, se convertiría en el representante de la provincia de Iğdır por primera vez en su historia en la temporada 2020–21 en la Turkish Regional Amateur League. El club llegaría a jugar en la ronda final de los play-offs finale, donde vencería al Diyarbakırspor y lograría el ascenso a la TFF Tercera División, la cuarta categoría del fútbol de Turquía.
En septiembre de 2021 el club pasa a llamarse Iğdır Futbol Kulübü, aunque por razones de patrocinio pasa a ser el Alagöz Holding Iğdır FK. El club tendría relevancia mediática a nivel nacional cuando intentaron contratar a Batuhan Karadeniz.
El Iğdır FK en la temporada 2021–22 terminó en tercer lugar del Grupo 2 en la TFF Tercera División, luego vencería al 68 Aksaray Belediyespor en las semifinales de los play-off y llegaría a la final, donde perdería en penales ante el İskenderunspor, y con ello el ascenso a la TFF Segunda División. Sin embargo, en la siguiente temporada lograría el ascenso a la tercera categoría luego de vencer al Ofspor.